# 그린델발트
그린델발트(독일어: Grindelwald)는 스위스 베른주에 위치한 도시로 면적은 171.08km2, 높이는 1,034m, 인구는 3,740명(2015년 기준), 인구 밀도는 22명/km2이다.
알프스산맥 아이거 기슭에 위치하며 인터라켄과 가까운 편이다. 융프라우 철도가 이 곳을 지나간다. 봄철부터 가을철까지는 하이킹을 즐기는 관광객들이 몰리며 겨울철에는 스키를 즐기는 관광객들이 몰린다.

## 개요
인구는 약 4,000명으로, 유네스코 세계유산에 등록되어 있는 융프라우 ~알레취~비에치호른 지역의 관광이나, 등산·트레킹의 거점이다. 여름에는 주로 하이킹·트레킹 목적의 관광객이, 겨울은 유럽인 스키어들로 붐비고 있다. 마을은 아이거의 기슭에 위치해 빙하 외에도 웅대한 알프스의 꽃밭(겨울은 스키장)을 전망할 수도 있다. 마을에는 수많은 호텔과 레스토랑이 있으며, 그린델발트역 앞에는 관광안내소 등의 편의시설이 있다. 곤돌라와 스키용 리프트는 여름에도 운전되며 다양한 루트에서 U자곡이 아름다운 반대편 라우터부른넨을 방문할 수 있다.

## 역사
그린델발트에서는 신석기 시대의 석기가 발견되고 있어 그 무렵부터 사람이 정착하고 있었다고 생각된다. 또한 로마 시대의 화폐도 발견되고 있다. 중세 성기에는 마을을 바라보는 부르크뷔르 언덕에 성을 쌓았다.
그린델발트라는 지명은 1146년에 그린덴발트(Grindelwalt)라는 이름으로 최초로 등장했다. 1146년 호엔슈타우펜가 신성로마제국 황제 콘라트 3세가 그린델발트 장원을 인터라켄 수도원에 하사했다. 12세기 말에는 이후 베르너 오버란트가 되는 지역의 알프스 계곡 호족들이 확대 정책을 취하는 체링겐 가문의 베르톨트 5세에 대항해 전쟁을 시작했지만, 베르톨트 5세는 1191년 그린델발트에서 호족 연합을 격파하고, 체링겐 가문의 세력을 오버란트로 확대하면서, 툰을 확장해 베른을 만들었다.
13세기 초에는 인터라켄 수도원이 그린델발트의 토지와 지배권을 매입하기 시작하여 결국 현지 호족을 몰아냈다. 수도원장 지지자들의 정치적 야망에 따라 마을 사람들을 징집하여 1315년과 1332년 두 번에 걸쳐 운터발덴을 침공했다. 이에 대항하여 1342년에 운터발덴은 그린델발트를 공격하였고, 그 수년 후인 1348년부터 1349년에 걸쳐 촌민도 수도원의 지배에 대해 반란을 일으켰지만 실패했다.
1528년 베른시는 종교개혁을 받아들여 그린델발트에도 주민의 반대를 묵살하고 개신교를 전파하려 시도하면서, 주민을 개종시키고 인터라켄 수도원을 폐쇄하고 수도원의 땅을 몰수했다. 그린델발트는 베른 집정관의 지배하에 인터라켄 집정구의 일부가 되었다.
그린델발트의 최초의 목조 교회가 12세기 중반에 지어졌고, 1180년에는 세인트 메리 교회로 석조로 재건축되었다. 16세기에 다시 재건축되었고, 현재 건물은 1793년 건축된 건물이다.
18세기 후반에는 그 경관의 아름다움이 여러 나라에 알려지면서 관광산업이 태동되었고 풍경화 등도 나돌아 국제적으로 유명해졌다. 19세기에는 수 많은 영국인들이 방문하여 핀스터아어호른(4,274m), 베터호른(3,692m), 아이거(3,967m), 슈렉호른(4,078m), 그로세스 피셔호른(4,049m) 같은 주변 알프스의 고봉을 정복하기 위해 몰려들었다. 1860년부터 1872년에 걸쳐 그린델발트 가도 도로가 정비되었고, 1890년에는 베르너 오버란트 철도가 그린델발트까지 개통하여 접근하기 어려운 경로가 여행하기 쉬워져 관광객이 몰려들게 되었다. 1888년에는 최초의 리조트가 개업했고, 호텔의 수는 1889년에 10채, 1914년에는 33채로 늘었다. 1893년에는 랙식 철도가 클라이네 샤이덱까지 개통되었고, 1912년에는 융프라우요흐까지 연장되었다. 그 밖에 스키 리프트와 케이블카, 하이킹 트랙과 알프스 오두막이 19세기 후반부터 20세기에 걸쳐 많이 설치되어 많은 관광객들이 산들을 둘러보게 되었다. 지금도 그린델발트의 거의 전 경제는 관광업에 의하고 있다.

## 인구

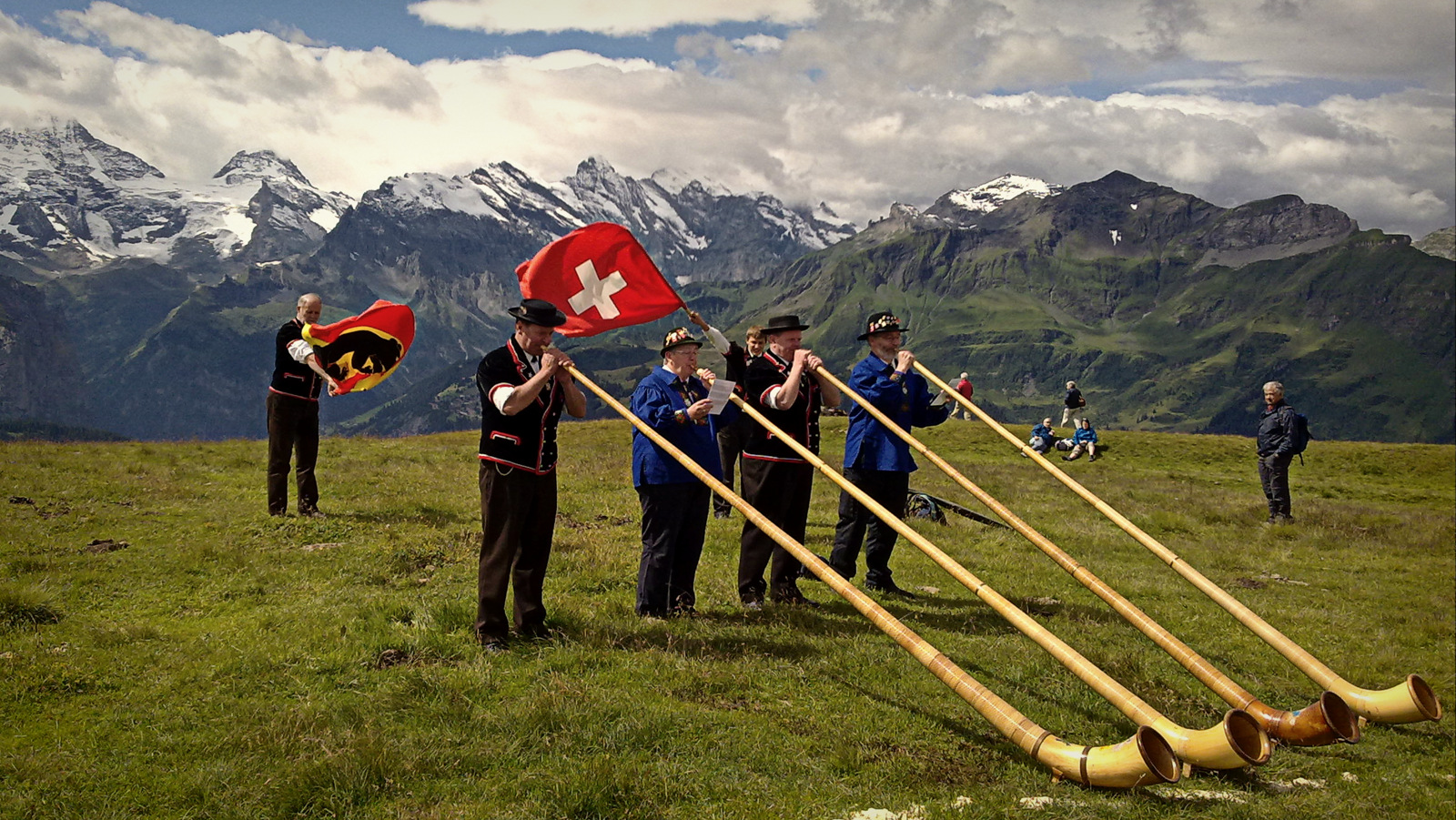
그린데발트 지역 축제에 등장한 알파인 호른

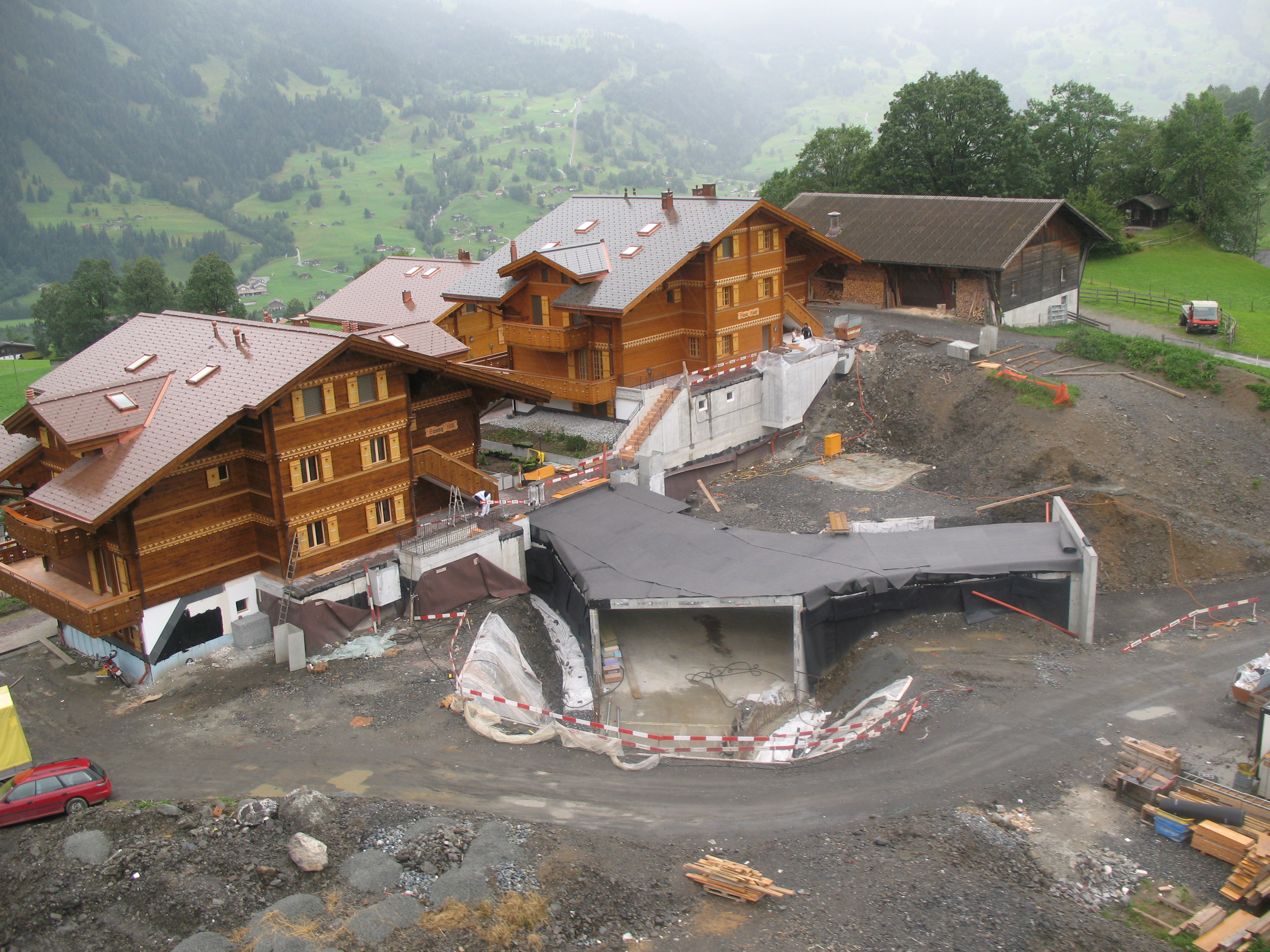
그린델왈드에 건설중인 매립 차고가 있는 새 주택

그린델발드의 인구는 3,800명(2020년 12월 기준)이다. 2010년 기준으로, 인구의 18.0%가 거주 외국인이다. 2000년부터 2010년까지 인구는 -1.3%의 비율로 변화했다. 이민은 0.2%를 차지했고 출생과 사망은 -1.7%를 차지했다.
인구의 대부분이 독일어(86.8%)를 모국어로 사용하며, 포르투갈어가 183명 (4.5%)으로 두 번째이고 프랑스어가 세 번째이다. 이탈리아어를 사용하는 60명과 로만슈어를 사용하는 4명이 있었다.
2008년 기준으로 인구는 남성 50.1%, 여성 49.9%이다. 인구는 1,556명의 스위스 남성(40.9%)과 354명의 스위스인이 아닌 남성(9.3%)으로 구성되어 있다. 스위스 여성은 1,568명(41.2%), 비스위스인계 여성은 331명(8.7%)이었다. 2000년에는 그린델발트에서 45.4%인 1,846명이 태어났다. 847명(20.8%)이 같은 주에서 태어났으며, 12.5%인 510명(16.5%)은 스위스 외 지역에서 태어났다.
2010년 기준으로 어린이와 청소년(0-19세)은 전체 인구의 17.5%를 차지하고 있으며, 성인(20-64세)은 62.5%, 노인(64세 이상)은 20%를 차지한다.
2000년 기준으로, 1,750명의 미혼자들이 결혼하지 않았다. 결혼한 사람은 1,971명, 미망인 또는 미망인 221명, 이혼한 사람은 127명이었다.
2000년 현재 1인 가구 679가구, 5인 이상 82가구가 있다. 2000년에는 총 1,581가구(전체의 44.9%)가 영구 입주했으며, 계절별 입주 아파트 1,750가구(49.6%)가 입주했으며 194가구(5.5%)가 비어 있었다. 2010년 기준 신규 주택 건설률은 주민 1000명당 13.1호였다.
역사적 인구는 다음의 차트와 같다:

## 경제

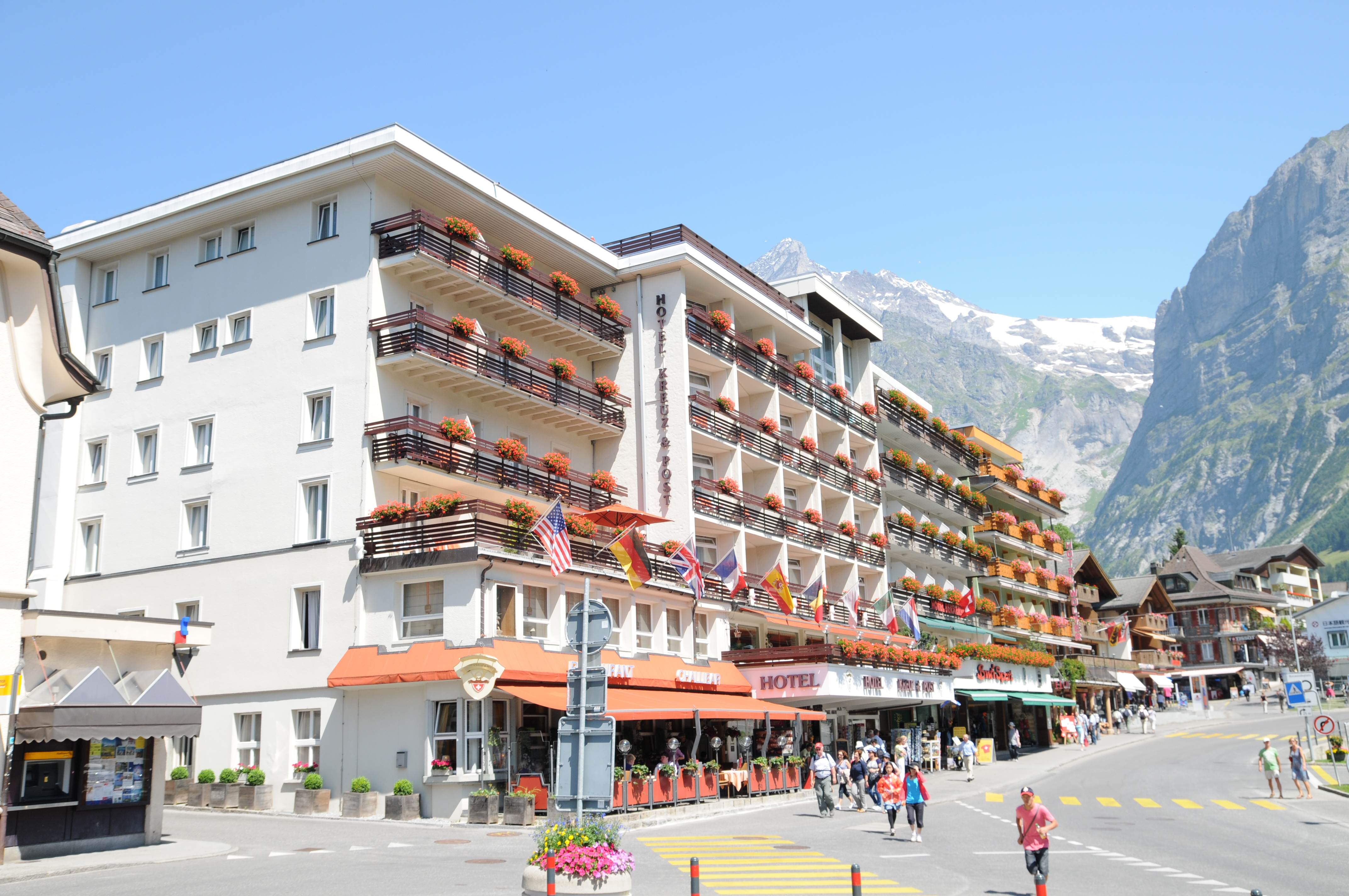
그린델발트의 호텔, 현지 경제 다수가 관광에 의지한다

2011년 그린델발트는 1.48%의 실업률을 기록했다. 2008년 기준으로, 총 2,714명의 사람들이 시에 고용되었다. 이 중 제1차 경제 분야에 취업한 사람은 334명, 이 부문에 종사하는 기업은 130여 명이다. 2차 부문에는 393명이 취업했으며, 이 부문에는 51개 사업장이 있었으며 3차 부문에는 1,987명이, 229개 사업장이 취업했다. 지방 자치체에는 2,403명의 주민이 고용되어 있으며, 이 중 여성이 전체 노동력의 45.4%를 차지한다.
2008년에는 총 2,265개의 정규직이 있었다. 1차 부문의 일자리는 165개로 이 중 농업이 159개, 임업이나 목재 생산이 7개였다. 2차 부문의 일자리는 365개로 이 가운데 제조업이 42개(11.5%), 광업 6개(1.6%), 건설 292개(80.0%)였다. 3차 부문의 일자리 수는 1,735개였다. 3차 부문은 241명(13.9%)이 도소매 판매 또는 자동차 수리, 193명(11.1%)이 물품 이동 및 보관, 1,022명(58.9%)이 호텔 또는 음식점업, 27명(1.6%)이 보험 또는 금융업, 45명(2.6%)이 기술직 또는 과학자, 46명(2.7%)가 교육에 종사했고, 58명(3.3%)가 건강관리 직종에 종사했다.
2000년에는 432명의 근로자가 시로 통근했고 265명의 근로자가 다른 곳으로 통근했다. 근로자가 순수 입국으로 한 명이 떠날 때마다 약 1.6명의 근로자가 지자체에 들어온다. 근로인구 중 9.2%가 대중교통을 이용해 출근했으며, 36.2%는 자가용을 이용했다.

## 기후
1981년과 2010년 사이에 그린델발트는 연평균 145.4일의 비 또는 눈이 내렸고 평균 강수량은 1,450mm였다. 그린델발트는 8월에 평균 165mm의 비나 눈이 내렸다. 이 달 동안 평균 14.4일 동안 강수량이 있었다. 강수일수가 가장 많은 달은 6월로 평균 14.8회였지만 비나 눈은 151mm에 불과했다. 1년 중 가장 건조한 달은 2월로 9.7일 동안 평균 89mm의 강수량을 보였다.

## 교통

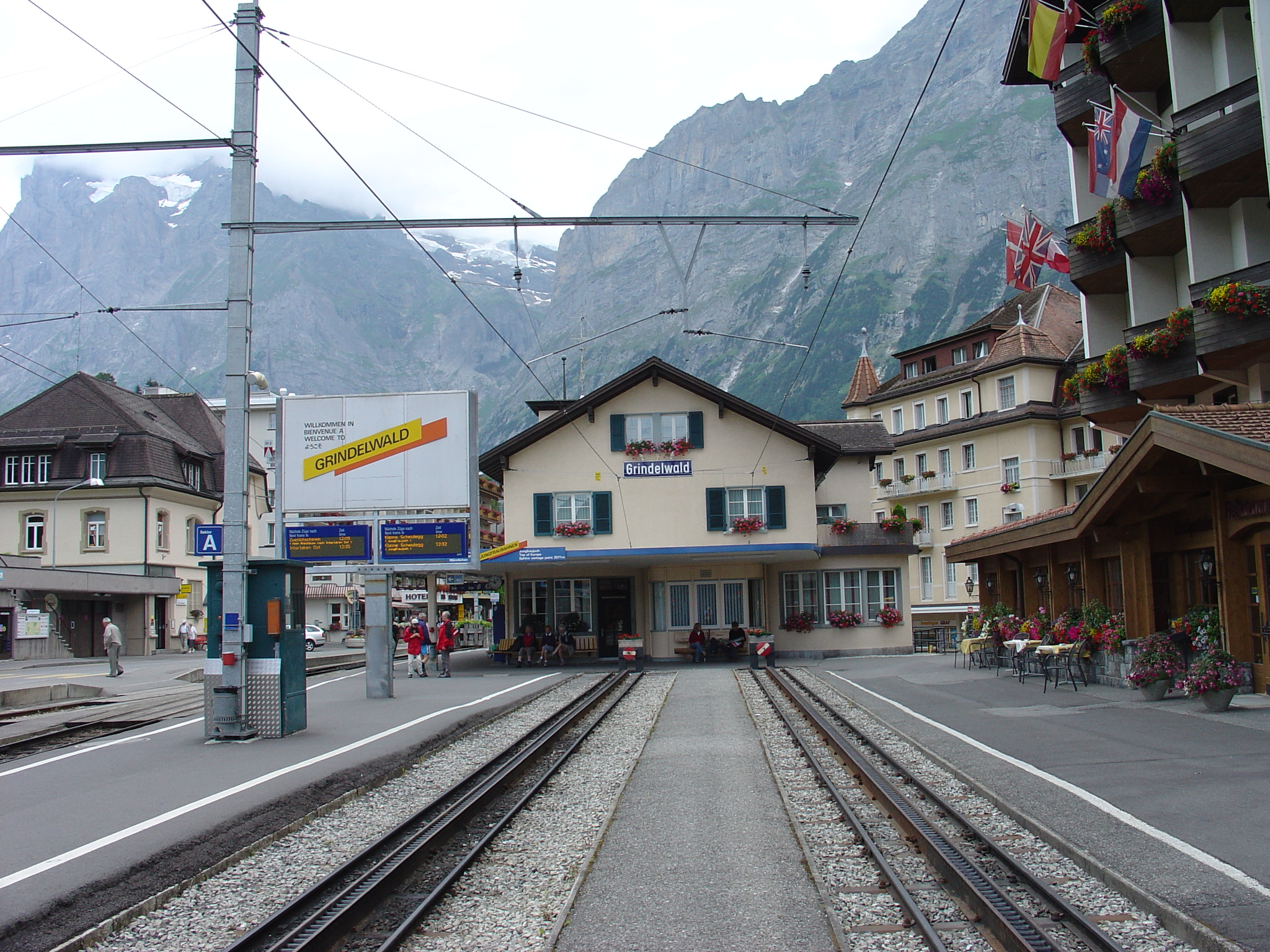
그린델발트역

그린델발트역은 그린델발트 마을 중앙에 위치한 베르너 오버란트 철도(BOB)의 인터라켄과 클라이네 샤이덱과 라우터브루넨까지 이어지는 벵에른알프 철도(WAB) 열차가 운행한다. 클라이네 샤이덱에서는 아이거에서 융프라우요흐로 올라가는 융프라우 철도와 연결할 수 있다.
그린델발트역 외에도 그린델발트 시내에 8개의 철도역이 있다.
- 부르크라우에넨역 (BOB)
- 그린델발트 터미널역
- 슈벤디역
- 그린델발트 그룬트
- 브란덱역 (WAB)
- 알피글렌역
- 아이거반트역 (융프라우 철도)
- 아이스메어역 (융프라우 철도)

곤델반 그린델발트-멘리헨은 그린델발트와 멘리헨을 연결하고 루프트자일반 벵엔-멘리헨을 통해 벵엔으로 가는 대체 루트를 제공한다.
피르스트(First)의 작은 꼭대기는 그린델발트에서 스키리프트를 타고 갈 수 있다. 또한 여름 시즌에는 그린델발트에서 그로스 샤이덱을 거쳐 마이링엔으로 가는 버스가 해발 약 2,000m 지점에서 운행된다.

## 동계 스포츠
초보자를 위한 슬로프, 중급자를 위한 슬로프, 체험자를 위한 아이거 빙하의 도전 코스로 오랫동안 유명한 겨울 관광지로, 스키를 타지 않는 사람들을 위한 터보건부터 손질된 겨울 하이킹 트랙까지 다양한 활동이 있다. 이곳은 아이거과 베터호른을 오르는 일반적인 출발점이다. 오늘날 그린델발트는 알프스산맥을 가로지르는 하이킹 코스가 있는 인기 있는 여름 휴양지이기도 하다.
이곳에서 스키를 처음 탄 사람은 영국인 제럴드 폭스(톤 데일 하우스에 살았던 사람)로, 1881년 호텔 침실에서 스키를 신고 호텔 바를 통해 스키장으로 걸어 나갔다.

## 미디어
다큐멘터리 영화 〈알프스〉(he Alps)의 많은 장면들이 그린델발트 지역, 특히 아이거의 북벽에서 촬영되었다. 제임스 본드 영화 〈007 여왕폐하 대작전〉에는 그린델발트의 스케이트장과 크리스마스 축제를 뒤쫓는 내용이 포함되어 있다. 그린델발트의 산은 〈스타워즈 에피소드 3: 시스의 복수〉에서 알데란의 견해를 뒷받침하는 근거로 사용되었다. 〈황금나침반〉의 액션 장면들 중 일부는 그린델발트에서 촬영되었다.